# 魯邦三世 卡里奧斯特羅之城
《魯邦三世 卡里奧斯特羅城》是一部1979年上映的日本動畫動作冒險喜劇電影，由宮崎駿執導並擔任編劇，該電影這是基於加藤一彦於1967年至1969年創作的漫畫系列《魯邦三世》的第二部動畫電影。這部電影亦為宮崎在東映動畫和電信動畫電影擔任動畫師時，執導《魯邦三世PART1》等動畫電視影集後的首部長篇電影導演作品。
《卡里奧斯特羅城》講述了紳士盜賊魯邦三世成功搶劫一家賭場，但發現錢全為假鈔之後。前往據稱為假鈔來源的小國「卡里奧斯特羅公國」，並試圖拯救逃跑的克蕾莉絲公主脫離卡里奧斯特羅伯爵的掌控。伯爵計劃娶克拉麗絲為妻，以鞏固自己的權力並奪回傳說中的「寶藏」，便此需要克蕾莉絲的祖傳戒指。魯邦將聯合他的同伴次元大介、石川五右衛門、峰不二子向伯爵發出挑戰，同時引來多年來的宿敵錢形警部前往城堡，並藉此挫敗伯爵的假鈔行動，並拯救克蕾莉絲免於被迫嫁給伯爵。
該片於1979年12月15日在日本上映，由東寶公司發行，在北美，該片於1980年代初期在各種電影節上放映，而一個被大幅剪輯和縮短的版本則以街機激光視盤電子遊戲《懸崖吊架》（1983年）的形式發布，與之前的電影《魯邦三世 魯邦VS複製人》（1978年）合併。《卡里奧斯特羅之城》最終於1991年4月3日在美國上映，並於1992年10月發行了家庭錄影帶版本。 第一版英文配音由精簡影像製作，並於隔年發行家用錄影帶。漫畫娛樂於2000年製作了新的配音版本，並多次發行。
儘管最初在票房上表現平平，然而《卡里奧斯特羅之城》在後來獲得了高度讚譽，評論家和歷史學家指出這部電影對宮崎駿後來於吉卜力工作室製作的作品產生深遠的影響，當代，該電影成為《魯邦三世》系列中最受歡迎和好評的電影，並被公認為一部文化電影。然而部分人士不贊成將魯邦從原作中的無情罪犯描繪成一個英勇的英雄。同時這部電影對全球的動畫師和導演產生了重大影響，2019年上映的日本電腦動畫電影《魯邦三世 THE FIRST》的情節結構也在很大程度上借鑒了《卡里奧斯特羅城》的元素。

## 概要
繼1978年上映的《魯邦三世 魯邦VS複製人》之後，本作是日本電視動畫系列《魯邦三世》的第二部電影版本，於《魯邦三世PART2》的播出期間上映。亦為日後執導多部吉卜力工作室作品而聞名的宮崎駿，在職業生涯中的動畫電影導演處女作。
在《魯邦三世》系列中，本片也以高人氣作品著稱。儘管首映當時的票房收入較差，但受到評論家和相關人士高度評價，之後電視播放和放映會等的重複映演，使本片人氣逐漸上升。此外，宮崎在本片中的導演和布局手法對後世的動畫業產生影響。由於宮崎和《魯邦三世PART1》的作畫監督大塚康生，曾在《PART1》的後半部分以「A製作演出集團」的匿名名義擔任各集導演工作，因此宮崎與大塚設計的人物與小道具、概念圖均以第一部為基準，與《PART2》和《魯邦VS複製人》不同，本作的風格更接近《PART1》的後期風格。在本作中，魯邦穿著《PART1》中穿的綠色西裝上衣，車子也使用在《PART1》後半部分出現的菲亚特500。
宮崎將本作定位為「『舊魯邦』，東映時代的作品琳琅滿目」，並參考了他參與的《PART1》和東映動畫所屬時期使用的想法、導演技巧等。此外，宮崎獨特的解釋和個性在作品風格中得到良好的體現。當前本片則被評價為「日本動畫史上璀璨奪目的名作」，也曾於日本電視台的「週五電影秀」節目時段中不定期播出。

## 劇情大綱
1968年，世界聞名的怪盗魯邦三世及其搭檔次元大介，成功從摩納哥國營賭場的金庫中盜走一筆鉅款，並甩開追兵乘車逃走。兩人在車内雖然可說是被埋在鈔票堆裡，但眼尖的魯邦卻發現，這是史上製作最精巧的夢幻偽鈔「哥德鈔」。在魯邦「不偷假貨」的原則下，他將哥德鈔毫不吝惜地撒在路上，並選定了他的下一個目標就是要揭開哥德鈔的秘密。於是魯邦出發前往疑雲重重的歐洲獨立國家「卡里奧斯特羅公國」。
魯邦與次元兩人改變身份潛入卡里奧斯特羅公國，但車子卻在路上爆胎。在修輪胎時，他們發現一名身穿結婚禮服的少女被惡漢所追，於是出手擊退惡漢，救了墜崖的少女。但留下了一枚刻有哥德文字戒指的少女，卻被另一群人給帶走。之後證實，那名少女正是卡里奧斯特羅公國大公家的繼承人克蕾莉絲‧德‧卡里奧斯特羅。目前由於現任大公猝逝，由萊瑟‧德‧卡里奧斯特羅伯爵擔任攝政，留下大公之位的空缺。而魯邦也想起了自己在初出茅廬時期，與年幼的克蕾莉絲之間曾有過一面之緣。
身為卡里奧斯特羅公國實質統治者的萊瑟，打算藉由迎娶克蕾莉絲為妻取得大公之位，行使獨裁統治。再度成為階下囚的克蕾莉絲，被關進萊瑟的居城卡里奧斯特羅城。魯邦為了將她救出，找來老戰友石川五右衛門。但得知魯邦對萊瑟發下預告書的錢形警部，也率領了警官隊（埼玉縣警察局的機動隊）前來，準備逮捕魯邦。魯邦隨後假扮錢形警部潛入城堡，而真正的錢形警部在混亂中跌入陷阱，墜入於在地下墓穴中。在與早已變裝為家庭教師潛入卡里奧斯特羅城的峰不二子碰面而得知情報後，魯邦經過一連串的攀爬過程，成功抵達克蕾莉絲所在的房間與她相見，他歸還戒指並誓言幫助她逃脫。但在行動前，魯邦卻被趕到現場的伯爵推入地下墓穴。但魯邦給克蕾莉絲戴上的戒指其實是贗品，還內藏了小型拉砲挖苦伯爵。被魯邦挑釁之舉惹惱的伯爵，派出三名刺客打算找回真正的戒指。
魯邦和錢形警部在墓穴中達成協議並共同逃脫。在制服刺客後，他們進入一個滿是印刷機的房間，並發現這些印刷機是製造偽鈔的源頭，而卡里奧斯特羅公國透過這些偽鈔建立橫跨全球的影子帝國。 錢形警部想收集證據，但魯邦認為他們應該先逃離城堡。於是他們縱火製造混亂，並偷走伯爵的自轉旋翼機，但在試圖營救克蕾莉絲時，魯邦受了重傷。克蕾莉絲為了拯救魯邦，自願將戒指交給伯爵，但伯爵背信反悔，而不二子的干預得以令魯邦、錢形逃離追捕。在魯邦療傷期間，錢形警部試圖說服国际刑警组织起訴伯爵偽造偽鈔，但組織的高層人員則擔心這將導致政治風暴，因而要求他停止一切調查。重傷痊癒後，魯邦決心阻止婚禮並拯救公主，並向同伴們透露，十年前初出茅廬的自己未能找到卡里奧斯特羅的寶藏且誤中埋伏受傷，克蕾莉絲曾救過自己一命。不二子告知魯邦潛入城堡的方法，並與錢形警部合作制定計劃，以追捕魯邦的名義揭露偽鈔行動。
在婚禮上，被灌下鎮靜劑的克蕾莉絲看似按計劃進行，直到魯邦打破儀式，帶著恢復神智的克蕾莉絲和伯爵的戒指逃脫。錢形警部帶領假扮記者的不二子，前往伯爵的偽鈔製造設施揭露其罪行。伯爵將魯邦和克蕾莉絲困在鐘樓表面，魯邦試圖用戒指換取克蕾莉絲的性命，但伯爵當即則透露其詭計，導致魯邦和克蕾莉絲掉入城堡湖中。最終，伯爵在鐘樓的指針間使用戒指找到所謂寶藏的「秘密」，但卻被隨即啟動的機關壓死。
日出後，魯邦和克蕾莉絲發現了卡里奧斯特羅真正的寶藏。那是一座保存良好的古羅馬廢墟，克蕾莉絲表示希望能與魯邦離開，甚至準備成為像他一樣的盜賊，但魯邦溫柔地婉拒了她，並與同伴們向她告別。至此，克蕾莉絲成為卡里奧斯特羅公國的合法統治者，錢形警部以「魯邦偷走克蕾莉絲的心」的罪名，繼續追捕魯邦及其團隊。
克蕾莉絲看著魯邦、錢形和警察的車子追逐著消失在地平線上，希望有一天能再次相遇。

## 登場角色

### 主要角色
魯邦三世
配音：山田康雄（日本）
本作的主人公。是怪盜魯邦，也就是亞森·魯邦的孫子，是一個全球知名的大怪盜和變裝高手，從不放過他瞄準的目標。
在被懷疑是哥德鈔的來源地卡里奧斯特羅公國入境時，他看到了被追捕的克蕾莉絲，並為了幫助她而擊退了追兵，但她被另一批追兵帶走了。看到克蕾莉絲留下的戒指，他意識到她曾經是10年前幫助過自己的小女孩，於是決定行動以報答恩情。
峰不二子
配音：增山江威子（日本）
魯邦一夥中的女性成員，有時會利用魯邦一夥或背叛他們。為了探尋卡里奧斯特羅城的秘密，她比魯邦一夥更早單獨潛入城內，假扮成「克蕾莉絲的侍女」。
儘管本作中她與魯邦一夥的互動較少，但在背後仍然通過向魯邦和錢進等人洩露資訊來提供支持。
次元大介
配音：小林清志（日本）
是一位超一流的職業槍手，拔槍射擊的速度只需0.3秒，也是魯邦的搭檔。與魯邦一起從水下潛入卡里奧斯特羅公國的城堡，但失敗了。
之後，他和五右衛門一起照顧受重傷的魯邦，並使用反坦克步槍進行射擊支援。他稱呼克蕾莉絲為「公主」，稱讚她是個好女孩。
石川五右衛門
配音：井上真樹夫（日本）
魯邦一夥的成員之一。是石川五右衛門的十三世孫，使用最強的刀「斬鐵劍」作為武器的劍客。當與魯邦一夥會合時，展現了他敏銳的直覺，看穿了魯邦故意將錢形召到卡里奧斯特羅的意圖。
受到克蕾莉絲真誠行為的觸動，不禁讚嘆她的可愛，並在隨後的戰鬥中展現了比平時更出色的表現。
錢形幸一
配音：納谷悟朗（日本）
國際刑警組織所屬的魯邦三世專任調查官，警司職位。被魯邦通稱為「老爹」。身為專任調查官，只要涉及魯邦的事件，他就有權利在全世界進行調查。得知了有關魯邦的情報後，他率領埼玉縣警察機動隊趕赴卡里奧斯特羅公國，負責城堡外圍的警戒工作。然而，由於伯爵的幕後操縱，國際刑警組織下達了他們的撤離命令。他試圖說服伯爵，但最終落入伯爵設置的陷阱，被推入了城堡的地下牢獄，正當他感到無所適從之際，與同樣被推下去的魯邦相遇。他們一起發現了關於哥德鈔的秘密，暫時停火併共同從地下逃脫。儘管他向國際刑警組織揭露了假鈔製造的真相，但由於這是一個牽扯深層歷史陰謀的案件，國際刑警組織並未予以重視，導致他一度感到失望並退出了任務。
後來，他從不二子那裡得知了魯邦打算闖入伯爵的婚禮的計劃。趁機以逮捕魯邦為藉口，再次指揮機動隊前往現場，以揭露假鈔製造現場和真相為目的。在魯邦搞得一團亂中，他率領機動隊衝進城堡，在與偽裝成記者的不二子一起潛入地下假鈔工廠的過程中，假裝偶然發現了它，並通過全球直播向世界公佈，揭露了國際刑警組織的真面目。儘管他依然無法逮捕魯邦，但對於這次事件，他表現出了各種理解。
據魯邦所說，他是「出生在昭和年代的人」。與其他作品不同，他從未出現過拿出手銬或手槍的場景，只使用警棍或進行徒手格鬥。

### 本片原創角色
克蕾莉絲‧德・卡奧斯特羅
配音：島本須美（日本）
本作的女主角，也是關鍵人物。是卡里奧斯特羅公國的公主，也是大公家的最後一位公主。為傳承自大公家的「銀山羊戒指」擁有者。
7年前，她在大公府的大火中失去父母，之後長期寄住在修道院，但卻被迫與試圖統一兩家並掌握國家的卡里奧斯特羅伯爵進行政治联姻。他對伯爵不道德的行為表示反對，並趁著試穿婚禮服的空隙逃走。在逃避伯爵派來的追兵時與魯邦重逢，雖然一度得到救援，但再次被擒。
最後，在被下藥造成意識模糊的情況中被迫舉行婚禮，但被魯邦一夥第三次潛入城堡後救出，並在逃脫途中向次元和五右衛門表達感謝之情。
在她小時候，年輕的魯邦從伯爵的城堡偷偷逃脫時受傷倒地，她曾照料過他。克蕾莉絲本人雖然不記得當時的事，但在結尾處她喃喃說道：「好像很久以前見過那個人（魯邦）……魯邦……我一定還會再見到他的。」
萊瑟・德・卡奧斯特羅伯爵
配音：石田太郎（日本）
卡里奧斯特羅公國的攝政，實際上是國家的統治者，為本作的反派角色。
他是伯爵家族的家主（代數不詳），在大公夫婦去世後，擔任攝政，掌握公國的實權。 表面上雖然傲慢自大，但本質上是貪婪且殘忍的人物。 他自認為是卡里奧斯特羅家族的「大公家的影子」，一直承擔著卡里奧斯特羅家族的暗部，不僅如此，他還繼承了製造被譽為超越原作的假鈔「哥德鈔」的業務，並與世界各國的黑暗勢力緊密聯繫。
在電影中，幾乎一直被稱為「伯爵」，沒有提及他的名字。 在最後的婚禮破壞事件中，與魯邦在湖畔鐘樓相遇。他試圖追趕魯邦，準備殺死克蕾莉絲，但在即將殺死魯邦時，裝作答應交換戒指和人質的條件，試圖殺死魯邦，而試圖阻止的克蕾莉絲也被踢下去。他按照魯邦的指示將兩個戒指放入時鐘錶盤上的浮雕中，但由於不知道戒指是鐘樓開關，當機關啟動時，被時鐘的長短針夾住，痛苦掙扎。最後在黑暗中，當雙針指向12點時，發出絕望的吶喊死去。
喬多
配音：永井一郎（日本）
為卡里奧斯特羅伯爵效力的能幹管家。也兼任為被各國情報機構所畏懼的公國特殊部隊「影」（KAGE）的長官。
他全力支持伯爵獲取寶藏，曾一度使用MG34機槍造成魯邦中槍重傷瀕死。對伯爵極度忠誠，當伯爵走到生命盡頭時，他悲嘆道：「這下卡里奧斯特羅也完了」，並請求五右衛門親手了斷他的生命（但五右衛門並未下手）。
園丁
配音：宮內幸平（日本）
大公家公館的園丁。他對自己的職責感到自豪，即使在大公家的衰落後，他仍然繼續管理著被燒毀的公館遺址的花園。
從克蕾莉絲出生時起就一直關心她，並將愛犬卡爾交給她。雖然性格冷淡但本質善良，還曾庇護與伯爵戰鬥中失敗後逃亡的魯邦一夥。
古斯塔夫
配音：常泉忠通（日本）
主要負責城內的警備工作以及卡里奧斯特羅伯爵的人身保護，是衛兵隊的隊長。性情古板不通融。
機動隊
配音：松田重治（日本）
是銭形率領的埼玉縣警察的機動隊，作為支援部隊從日本前來。
他們分乘巡邏車和兩輛有簾子的卡車，並配備鋁製大盾和木製警棍。雖然裝備了手槍，但片中沒有描寫他們拔槍或開槍的情節。他們與持刀武裝的衛士隊展開激戰，儘管有傷者出現，但最終成功和銭形一起離開卡里奧斯特羅公國，並向克蕾莉絲他們揮手告別。
卡爾
庭師老人照看的老狗。是一隻力氣很大的大型犬，足以把成年人推倒。品種不明。
原本是克蕾莉絲的寵物狗，在大公夫婦過世後，克蕾莉絲進修道院時被交給了老人。在幼時曾發現逃離卡里奧斯特羅城時受傷倒地的年輕魯邦。
除了對克蕾莉絲之外，並不親近其他人。但由於發現魯邦身上帶有克蕾莉絲的氣味，因而一直不願意離開魯邦身邊。
總主教
配音：梓欽造（日本）
梵蒂岡的天主教大主教。
他被邀請去卡里奧斯特羅公國主持卡里奧斯特羅伯爵和克蕾莉絲的婚禮，但在前往城堡的途中卻被交通堵塞所困擾。就在這個間隙，穿著地方服裝的園丁假扮成當地人，以「捷徑」的名義引導大主教走了與城堡相反的鄉間小道，導致他來不及趕到婚禮現場，同時，魯邦則假扮成大主教進入城堡營救克蕾莉絲。
衛士隊
卡里奧斯特羅公國的治安部隊，儘管卡里奧斯特羅伯爵說「我們國家也有警察」，但除了國境的檢查站外，他們的活動範圍似乎不會延伸到城外。 他們穿著古舊的軍服和鋼盔，腰間掛著刀劍，展現出一種前時代的風格。雖然他們也裝備了手槍，但並沒有描寫他們使用的情節。
水兵
卡里奧斯特羅公國水軍的士兵。他們乘坐內火船，武裝軍用衝鋒槍，穿著水兵服裝。
在最後時鐘塔的場景中，他們直接與魯邦對峙，但當他們闖入塔內時，其中一人被齒輪捲入，經歷了悲慘的死亡。
影
由喬多率領的卡里奧斯特羅公國的特種部隊。 根據魯邦的說法是「職業暗殺者」。他們全身穿著防彈護甲，具有吸收衝擊的功能，手套上鋒利的爪子和前臂上的利刃是他們的特點。 這種盔甲甚至無法以次元的麥格農手槍打穿，也能抵擋對戰車的步槍，只有五右衛門的斬鐵劍才能將其斬斷，具有非常高的防禦性能。 此外，還有專門進行水中任務的輕型裝備，通常稱為「水影」。 雖然他們實際上是卡里奧斯特羅公國的僕人，但與衛兵隊相比，他們的年齡似乎更大。

## 配音
| 角色                     | 日語       | 英語                                | 英語                        |
| 角色                     | 日語       | 影視音樂工作室/精簡影像（1992年）   | Animaze /漫畫娛樂（2000年） |
| ------------------------ | ---------- | ----------------------------------- | --------------------------- |
| 魯邦三世                 | 山田康雄   | 鮑伯·伯根                           | 大衛·海特                   |
| 次元大介                 | 小林清志   | 史蒂夫·布倫                         | 約翰·施奈德                 |
| 石川五右衛門             | 井上真樹夫 | 史蒂夫·克萊默                       | 麥可·格雷戈里               |
| 峰不二子                 | 增山江威子 | 埃迪·米爾曼                         | 多蘿西·埃利亞斯-法恩        |
| 錢形幸一                 | 納谷悟朗   | 大衛·波瓦爾                         | 凱文·西摩                   |
| 克蕾莉絲‧德・卡奧斯特羅  | 島本須美   | 瓊-卡羅爾·亨寧 芭芭拉·古德森 (年輕) | 布麗姬·霍夫曼               |
| 萊瑟・德・卡奧斯特羅伯爵 | 石田太郎   | 麥可麥康諾伊                        | 柯克·桑頓                   |
| 喬多                     | 永井一郎   | 傑夫·溫克利斯                       | 米爾特·賈敏                 |
| 園丁                     | 宮內幸平   | 麥克雷諾茲                          | 巴里·史蒂格勒               |
| 古斯塔夫                 | 常泉忠通   | 寇克·桑頓                           | 喬·羅默薩                   |
| 國際刑警組織首長         | 平林尚三   | 傑夫·溫克利斯                       | 彼得·斯佩洛斯               |
| 埼玉縣警機動隊隊長       | 松田重治   | 賈米森·布萊斯                       | 克里根·馬漢                 |
| 大主教                   | 梓欽造     | 寇克·桑頓                           | 麥可·佛瑞斯                 |
| 餐館女侍                 | 山岡葉子   | 朱莉安娜·唐納德                     | 戴安娜·迪羅薩裡奧           |

- 日本代表：野島昭生
- 英國代表：阪脩
- 西德代表：寺島幹夫（日语：寺島幹夫）
- 蘇聯代表：鎗田順吉（日语：鎗田順吉）
- 僕人：綠川稔
- 印刷廠主任：加藤正之（日语：加藤正之）
- 大主教的司機：峰惠研（日语：峰恵研）

## 製作人員
- 監製：藤岡豐（日语：藤岡豊）
- 原作：MONKEY PUNCH（週刊《漫畫ACTION》，Power Comics（雙葉社發行））
- 導演：宮崎駿
- 製作人：片山哲生
- 編劇：宮崎駿、山崎晴哉（日语：山崎晴哉）
- 作畫監督：大塚康生
- 原畫：篠原征子（日语：篠原征子）、友永和秀、河內日出夫（日语：河内日出夫）、富澤信雄、丹內司（日语：丹内司）、山内昇壽郎、丸山晃二、真鍋譲二、田中敦子、新川信正
- 動畫：青木康直、大里美和子、尾崎真佐美、小野昌則、川中京子、柏田涼子、熊本由美子、小林弥生、小島順子、佐野英代
  - 桜井陽子、下崎ジュン子、島津佳子、柴田春美、志田欣弘、鈴木幸雄、田辺厚子、高木美和子、堤純子、塚田洋子
  - 道籏義宣、難波日登志、原田俊介、林雅子、浜田幸子、浜畑雅代、橋本三郎、平間久美子、比留間敏之、藤村和子
  - 本多薫、望月理江子、吉村洋子、亞細亞堂、OHプロ
- 動畫檢查：原恵子、島田明子
- 色彩設計：近藤浩子（日语：近藤浩子）
- 上色檢查：山本雅世、砂川千里
- 美術：小林七郎（日语：小林七郎）
- 背景：青木勝志、松岡聡、石垣努、小倉宏昌、大野広司（日语：大野広司）、海保甚三郎、水谷利春、林裕美子、工藤美由紀、藤江優子（小林製作所（日语：小林プロダクション））、山本二三（電信動畫）
- 攝影監督：高橋宏固
- 攝影：宮内征雄、大田勝美、高橋宣久、平山昭夫、細野正、中村喜則、斉藤佳三、鈴木卓夫（高橋プロダクション）
- 後期製作：岡嶋國敏（スタジオ古瑠美）、加藤紀子（SHAFT）、林直哉（Easy Film（日语：イージー・フイルム））、塩谷典子（泰姬工作室（日语：スタジオ・タージ））、岩切紀親（スタジオ・キリー）
- 剪輯：鶴渕允壽
- 底片剪輯：高橋和子
- 錄音：加藤敏（日语：加藤敏_(音響監督)）（东北新社）
- 音樂：大野雄二
- 主題曲：「火之寶藏（日语：炎のたからもの）」（哥倫比亞唱片）
  - 作詞：橋本淳 / 作曲・編曲：大野雄二 / 演唱：Bobby
- 選曲：鈴木清司（日语：鈴木清司）
- 音效：倉橋静男（日语：倉橋静男）（東洋音響（日语：東洋音響効果グループ））
- 片名標準字設計：藤井敬康
- 現像：東京現像所
- 製作協力：テレコム・アニメーションフィルム
- 製作進行：吉田力雄、柳内一彦、岩田幹宏
- 助理導演：吉田茂承（日语：吉田茂承）
- 製作負責人：斎藤壽男
- 發行：東寶株式会社
- 製作：東京動畫新社（日语：東京ムービー）

## 概要
《魯邦三世》最初是由加藤一彥創作並繪製的日本漫畫系列。標題角色「魯邦三世」的靈感來自莫里斯·盧布朗的虛構小說角色亚森·罗宾，並在系列中聲稱自己是亞森·羅賓的孫子，亞森·羅賓是一位能甚至能智勝福爾摩斯的優雅又著名的盜賊，而魯邦三世是一名紳士盜賊，他透過向目標物品的所有者發送預告卡，來宣布他將盜取貴重物品的意圖。這部漫畫的受歡迎程度導致了兩部動畫系列的製作，分別是《魯邦三世PART1》和《魯邦三世PART2》。
1978年，由於首部系列電影《魯邦三世 魯邦VS複製人》的成功，新的企劃開始了。雖然作品最初設想的目標觀眾是成年人，但實際觀眾群主要是觀看《魯邦三世PART2》的中學生和高中生。 因此，目標觀眾群改為以15至16歲為中心。
關於導演的選擇，製作公司東京電影新社最初考慮了參與《魯邦三世PART2》的鈴木清順等人。之後，他們向《魯邦VS複製人》的編劇團隊委託編寫劇本，並基於該劇本向大塚康生提出了導演邀請。 然而，大塚對此不感興趣，並與宮崎駿商量後，決定由宮崎接任導演一職，而大塚則擔任作畫導演。
當時，宮崎正在日本動畫公司負責擔任高畑勲的電視動畫《清秀佳人》構圖與分鏡工作，在答應接手本片後離開了《清》片製作團隊，於1979年5月開始進入本片的製作準備。本片與宮崎駿後來的作品中所採行的做法相同，他不寫劇本，而是直接先畫出概念圖與分鏡，然後才完整地創作故事。 在初稿劇本沒有修改的情況下，宮崎才開始製作正式分鏡圖。正式的劇本則是由共同掛名的山崎晴哉重新撰寫。

### 製作
1979年7月，在完成四分之三的分鏡圖時，作畫工作開始，並在上映前15天的11月底結束。大塚康生後來回憶說，製作現場「每天都像修羅場一樣」。 宮崎駿從一開始就考慮了每位動畫師的專長，並在製作分鏡圖時設想了每個場景的負責動畫師。從構思到劇本，再到分鏡和製作，整個製作週期僅六個月。在此期間，宮崎認為無法在製作期間內完成，重新繪製了下水道的場景分鏡圖，事後對此表示不滿。 此外，他在分鏡圖上做了簡化處理，以減少上色工作的負擔，由於需要控制影片長度，因此部分情節在分鏡階段進行修改，原本計劃在魯邦綁架克蕾莉絲後進行的自轉旋翼機空戰也在正片中被刪除。
分鏡圖完成後，製作只花了四個半月左右。大塚康生表示，「以品質和製作週期來說，這可能是日本長篇動畫史上最短的製作週期記錄。」最終，製作比預定時間延長了一個月，宮崎曾表示：「在拍這部作品的過程中，頭一次體會到自己體力的極限」。
這部電影的製作預算為5億日圓，約合2,282,000美元（2023年相當於10,000,000美元）,，超過了1977年的《宇宙戰艦大和號》，成為當時最昂貴的日本動畫電影。這項製作預算紀錄後來被宮崎駿的《天空之城》（1986年）追平，並被1987年的《王立宇宙軍》超越.。

### 音樂
該電影的音樂由由系列作品的御用作曲家大野雄二創作 ，涵蓋了爵士乐、浪漫主義音樂和管弦樂等多種風格。其中包括了魯邦三世最具代表性的電視主題曲變奏版。該音樂由You & The Explosion Band演奏，該樂團曾為第二部電視系列配樂。
電影主要的主題曲《火之寶藏》由Bobby演唱，並以LP單曲形式發行。原聲帶的首次發行是《魯邦三世 卡里奧斯特羅城 原聲帶BGM合輯》，這張專輯包含了影片中選定曲目的延長版本。最初於1983年在黑膠唱片和盒式磁帶上銷售，後來在1985年以CD形式發行，並進行了多次追加印刷。2003年，整部電影配樂在一張名為《魯邦三世：卡里奧斯特羅之城－音樂檔案》的新專輯中發行，包含了13首未使用的曲目。《火之寶藏》的旋律被改編成多種BGM變奏版本。此外，BGM的選曲不僅包括為本作錄製的樂曲，還廣泛選自電視劇集、前作劇場版以及原聲帶專輯。
在婚禮場景中播放的约翰·塞巴斯蒂安·巴赫的《田園曲》F大調BWV590，是在本作音樂錄製期間用電子琴錄製的，並通過揚聲器播放以增加音響效果，再用麥克風拾音。
在錢形警部與卡里奧斯特羅伯爵會面的早餐場景中，使用的BGM是巴赫的管弦組曲《管弦樂組曲第四號》第四樂章《小步舞曲》。城堡舞會和外面錢形與隊員吃杯麵的場景BGM是小约翰·史特勞斯的《維也納氣質》第二圓舞曲。

## 風格
本作品透過宮崎駿獨特的解讀與導演手法，與以往的《魯邦三世》作品形成了鮮明對比。麥卡錫曾描述這部電影以「夏日色彩」的調色板、場景和角色相匹配，也指出了採以深淺顏色來強調卡里奧斯特羅城家族陰暗和光明面的副線。
其中，《卡里奧斯特羅城》中主要角色的描繪發生了變化，更符合宮崎駿對「英雄」的概念，並消除了故事中的冷漠感，這使得魯邦變成了一個無憂無慮、樂觀向上的小偷，駕駛一輛菲亚特500中；這與他之前的形象形成了鮮明對比，以前的魯邦被塑造為狡詐、好色的怪盜，駕駛昂貴的車如梅賽德斯-賓士SSK，只因為這是「阿道夫·希特勒的最愛」。這些變化也影響到次要角色，如次元大介和石川五右衛門，使他們在原作的嚴肅冷漠變得友好幽默；甚至連涉及女間諜峰不二子的情色元素也被刪除了。

### 人物設定
在製作過程中，宮崎對魯邦一行人的刻畫有以下的考量：
|  | 在1970年代初期的高度经济成长期，每個人都想擁有自己的汽車，生活充滿了興奮。在這樣的背景下，稍微帶有陰影和些許安逸的魯邦才能生存下來。在那個歡快的時代裡，魯邦持槍打擊現代社會也成為了一種希望的象徵。隨著時代的變遷，現實世界變得更加喧囂複雜。銀行搶劫變得司空見慣，劫機、恐怖主義、飢荒、戰爭四處肆虐，石油價格飆升，最重要的是，人們已經意識到地球資源的有限性。資訊過載已經到了無法控制的地步，書店裡充斥著武器照片集，現在已經不再像過去那樣輕易就能得到一把華沙手槍了。如果想射擊，只要去美國，花點錢就能實現。 魯邦的時代，依靠不斷膨脹的国民生产总值，沉迷於迷你賽車比賽的日子已經過去了。現在不知道要偷什麼東西給魯邦，不能再說「哇，有好東西」然後去偷。由於變得太富有了，已經沒有這種必要性了。 |

在重新構思魯邦形象時，宮崎只能這樣想像：「他在60年代末到70年代初是如此生動活潑，而現在，卻在生活中遭受著羞辱。」這種意識使得宮崎駿將魯邦在本電影的偷竊目標，轉移為的「少女的心」。
因此，本作中的魯邦被描繪成了一個心地善良、救助美人的男子，而不是一個逃亡的罪犯，甚至在電影中不曾有任何開槍的描繪。同時，宮崎將魯邦的年齡設定得比以前高得多，並稱為：「因為他有了更多的人生經歷，所以不奇怪他的形象與以往不同」。而聲演魯邦的山田康雄也以「年邁的魯邦叔叔」這種認知參與了角色。此外，在片中魯邦回憶過去的自己的場景中，出現了像《魯邦三世PART1》中那樣駕駛著奔馳賓士SSK並連開幾槍的魯邦的描寫，魯邦將那時的自己稱為「自以為是要大展宏圖的年輕小伙子」。

### 女主角
在作品中登場的克蕾莉絲公主是宮崎駿作品中典型的女主角。他既清純可愛，處於被動的「遇险少女」立場，等待主角的拯救，又具有積極行動的勇氣和堅強。島本須美後來在宮崎執導的《魯邦三世PART2》最終話《再見了，我親愛的魯邦》以及電影版《風之谷》中也扮演了女主角的配音員。

### 盧布朗
登場人物的部分名字來自莫里斯·盧布朗的《亞森·羅蘋》系列。 而「卡里奧斯特羅」是該系列中登場的羅蘋敵人之名，「克蕾莉絲」則是該作品中羅蘋心愛的情人名字，他的新生男嬰遭到卡里奧斯特羅伯爵夫人綁架。值得一提的是，卡里奧斯特羅的原名亚历山德罗·卡廖斯特罗本身就是一個近代法國歷史上的自稱煉金術士，後來在後世的小說中也經常被提及，而宮崎選取了這個人物為題材。

### 其他
電影的製作借鑒了許多重要的靈感來源。麥卡錫寫道，雖然沒有為這部電影專門進行考察旅行，但宮崎駿曾參與製作的1974年電視動畫《小天使》中的素描本對風景的描繪很有幫助，電影中包含了其他亞森·羅賓作品中的元素，包括布瓦洛-納爾塞雅克小說《亞森·羅賓的正義》中的情節，其中涉及發現了一大筆偽造的法郎紙幣，德國計劃用這些紙幣在一戰期間破壞法國經濟。以及《綠眼夫人》中提及的「隱藏在湖底的秘密寶藏」的影響。
魯邦和卡里奧斯特羅伯爵對決的鐘樓，是以來自江戶川亂步與黑岩淚香的《幽靈塔》作為原型，城堡的視覺設計受到了1952年的未完成法國動畫電影《国王与小鸟》的影響。格林伯格寫道：「《卡里奧斯特羅之城》也藉鑒了保羅·格里莫電影中的許多敘事和視覺元素：破壞邪惡暴君與純真美麗女孩的婚禮的基本情節，暴君豪華裝飾的宮殿中充滿陷阱，以及一群為暴君服務的手下——既有身材高大的打手，也有忍者般的刺客……」。
片中出現的車輛和槍支等物品充分展現了宮崎和大塚的興趣愛好，幾乎都是真實存在的，同時也對卡里奧斯特羅伯爵作為歐洲貴族的生活方式和舉止進行了考證。卡里奧斯特羅城的原型是修復前的普法爾茨城堡。城鎮的建設是根據宮崎當時熱愛的書籍《中世紀的談話：意大利山城和蒂沃利河流域》（鹿島出版社，1976年）中的資料照片參考而建立的。

## 背景設定

### 卡里奧斯特羅公國

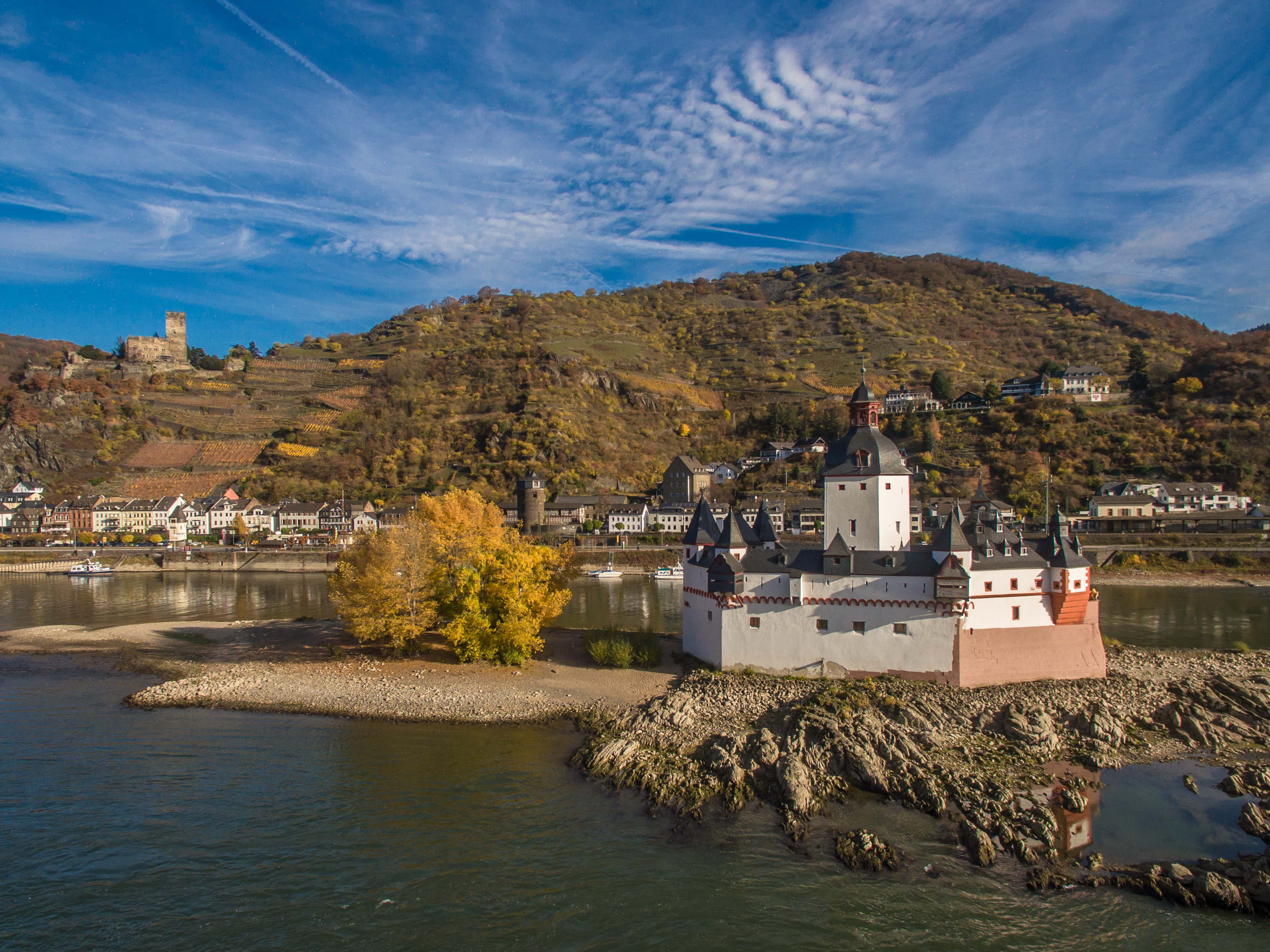
位於德國西部萊茵蘭-普法爾茨州的普法爾茨城堡，被視為本電影中卡里奧斯特羅公國的取材靈感之一。

本作的主要舞台為卡里奧斯特羅公國（カリオストロ公国）人口為3,500人，被設定為世界上最小的聯合國成員國。卡利奧斯特羅城及城下鎮擁有壯麗的塔樓，古羅馬時代建造的水道橋，周圍被美麗的山脈和湖泊環繞，是一個鬱鬱蔥蔥的國家。根據劇中的報紙和魯邦送給伯爵的預告信，法语被認為是官方語言。此外，克蕾莉絲被設定為法國人，她的愛犬卡爾和警衛長古斯塔夫等人都有德國血統的名字，因此可以推測該國民族混合，地理位置上位於法國和德國之間，類似於實際的阿爾薩斯和盧森堡。
雖然擁有和平寧靜的風景，但卡利奧斯特羅公國製造了精巧仿製世界各地通用的鈔票的偽鈔「哥德鈔」，在東西方冷戰時期擁有國際上不可忽視的影響力。他們以擁有世界最高水平的造幣技術自豪，被稱為「偽鈔界的黑洞」，為了保守偽鈔製造的秘密已經躲過了中世紀的權力鬥爭，以及世界各國政府、情報機構和警察機構的調查長達400年之久。
城內隱藏著一個不可能逃脫的地下迷宮，以及連接到城內各處的陷阱，為了銷毀謀殺證據，或者說為了讓被活生生扔進迷宮的人的屍體男女老少無辜地分散其中。魯邦在迷宮中發現了被認為是在日俄戰爭期間在此地進行調查的舊日本軍的軍事偵察員自殺前在牆上刻下的「1904年3月14日，日本國軍事偵察員河上源之助在此 結束……仇敵……」的文字。
卡里奧斯特羅家族分為大公家和伯爵家兩個分支，延續了400年。大公家代代承擔國家的政務，而伯爵家則負責公國的暗殺等陰謀活動。然而，數年前，大公夫婦因一場神秘的火災而身亡。曾擔任大公家攝政的卡里奧斯特羅伯爵，以將統治權歸還給大公家的名義，強制性地迎娶了大公家的最後一位公主克蕾莉絲‧德・卡里奧斯特羅，旨在謀取公國的獨裁統治。然而，在伯爵和克拉麗絲結婚當天，由於魯邦引發的混亂，與錢形等人的突襲行動揭露了「哥德幣」印刷廠的存在，最終導致了國際刑警組織的調查。
卡利奧斯特羅家族的家徽以下半身為魚的山羊為形象，大公家和伯爵家代代傳承著代表其主人的戒指。在大公家，使用的是雕刻在藍底上的左側銀山羊浮雕（浮雕），而在伯爵家則是雕刻在紅底上的右側金山羊（浮雕）。 戒指的外環以已不再使用的哥德文字刻有「光與影，再次合而為一」的文字，而將這兩個戒指合併後，刻有同樣的哥特文字的合縫處呈現出「光與影交織，高山羊注視著向陽之日」的詩句，這是大公家傳承的機關設計。
據說古羅馬人曾在此地居住，後來當他們離開這片土地時，他們將自己的城市沉入湖中，而大公家代代守護著這座城市。在結婚式的第二天，湖水退去後，湖底露出完好保存的古羅馬壯麗城市遺跡。

### 哥德鈔
被譽為「幻影」的假鈔，由卡里奧斯特羅公國製造。據魯邦在劇中的台詞所說，這些假鈔曾被譽為勝過真品，曾導致波旁王朝的滅亡，成為拿破崙軍的軍資金，甚至引發了世界經濟大蕭條等事件，一直在中世紀以來的世界局勢背後扮演著重要角色。在本作中，光是魯邦和銭形找到的假鈔就包括日圓（一萬日圓紙幣）、德國馬克（西德國的一千馬克紙幣）、美元、英鎊、印度盧比、墨西哥比索、法國法郎、義大利里拉、韓元等。
這些假鈔是在卡里奧斯特羅宮國地下的印刷工廠製造的，現在已經廣泛流通，甚至出現在國有的賭場中，但與此同時，據說它的鑄幣技術已經不如以往，甚至伯爵也指出假鈔的品質下降了。

## 發行
這部電影於1979年12月15日在日本上映。該作品的宣傳費用高達當時一般作品的「增加50%」，總計1.5億日圓。共有9張海報製作。
1979年12月，為了電影上映紀念，舉辦了「魯邦的新娘大賽」。比賽內容是「招募魯邦三世的新娘」，並進行了泳裝比賽等活動。比賽的獲勝者實際上會與飾演魯邦的山田康雄在帝國酒店舉行婚禮，同時還會贈送婚紗禮服、被稱為蜜月旅行的8天歐洲之旅和一輛1969年式的菲亞特500。。總共有3212人報名參加，包括男女。

### 票房
1979年，這部電影在日本的票房收入為6億1千萬日元，相當於2,784,000美元（2023年相當於12,000,000美元）。2017年上映的MX4D版本在日本進一步收穫了7,600萬日圓（678,000美元）。此外，這部電影在2007年和2017年在義大利和韓國的放映共獲得了152,775美元，在美國獲得了142,425美元，使其在亞洲、義大利和美國的總票房至少達到3,753,200美元。
截至2006年，這部電影在日本售出90萬張票；在法國和義大利售出109,072張票；在美國售出58,000張票；在韓國售出1,729張票。 全球總計售出至少1,068,801張票。

## 評價
| 媒體           | 累積評分 |
| -------------- | -------- |
| AllMovie       | [ 31 ]   |
| MUBI           | 7.8/10   |
| 爛番茄         | 95/100   |
| 網路電影資料庫 | 7.6/10   |

雖然這部電影最初在票房上表現不佳，但透過多次重映，它逐漸培養了狂熱的追隨者。2001年11月，該電影被《Animage》讀者評選為「史上最佳動畫」。

### 日本
《卡里奧斯特羅城》最初於日本上映時，在當時的評價相對較低，票房表現也不如之前取得10億日圓票房的作品《魯邦VS複製人》。Anime Style編輯長小黑祐一郎解釋道，當時的動畫以為科幻作品如松本零士的《宇宙戰艦大和號》和《宇宙海賊哈洛克》為主流，而這部作品則是傾向於傳統、以家庭和兒童為主要對象，可能因此與主流觀眾脫節，受到當時的動畫迷不良評價。另外，宮崎當時的知名度也相對較低。
然而，在業界內部，從公開時起該片就受到高度評價，並獲得了商業動畫作品鮮少獲獎的動畫獎項「大藤信郎獎」。同時代的業界人士對宮崎的導演手法、布局和場景設計寄予予高度關注，當時發行的分鏡集，經常被用作動畫製作現場的教材。
從1981年左右開始，動畫雜誌《Animage》開始推出宮崎的相關特集，宮崎的名字開始在動畫迷中流傳，同時，這部作品也在名畫院和校園祭上頻繁放映，並出版大量相關出版物。由此，該片連續多年在《Animage》的年度作品部門中獲得第一名，並在資訊雜誌《Pia》的年度獎企劃「もあテン」（想再次觀看的過去作品排行榜）中連續兩年蟬聯冠軍，成為了一部被狂熱粉絲支持的經典影片。隨著電視重播的不斷進行，這部作品確立了其現在的地位和評價。
2001年1月，《Animage》將《卡里奧斯特羅城》評選為有史以來第九佳的動畫作品。2007年，該電影在日本媒體藝術100選名單中排名第五名。2009年，這部電影被日本電影雜誌《電影旬報》評為有史以來最佳的日本動畫電影。2020年，CBR.com將《卡里奧斯特羅之城》評為最佳魯邦三世電影。

### 批判性評價
電影評論家山田宏一在1980年本作首次在電視播出時評價道：「這週最值得一看的就是這部電影。非常有趣，是一部讓人血脈賁張（這絕不是誇張）的動畫大作。」他進一步表示：「用和田誠先生的話來說，這真是像「007」一樣有趣，既有笑料也有動作場面，充滿了荒誕的樂趣。像這樣讓人心跳加速、屏息凝神的動畫電影實在罕見。總之，我想大聲呼喊：這是一部必看的愉快佳作。」
此外，山田還對為魯邦配音的山田康雄有高度評價：「即使是對克林·伊斯威特配音感到不滿的電影愛好者，也一定會對這部《魯邦三世》中山田康雄的配音演出報以熱烈掌聲。」

### 宮崎駿的評價
宮崎本人在他的著作《出發點》中表示：「這部作品充滿了《魯邦三世PART1》以及我在東映時代所學到的一切，所以我理解那些長期關注我的工作的人會感到失望。我無法利用那些沾滿污垢的中年人，來製作出新鮮、令人驚艷的作品。我覺得這樣的事情再也無法做到，所以我盡了全力。」
從最初上映時起，宮崎就已經在動畫雜誌和特刊雜誌中表示對這部作品有一種「鬱悶感」。 在《風之谷》上映時的《Comic Box》（1984年5-6月號）的對談中，他以二戰中德軍在莫斯科前不得不撤退的情況為例，比喻道 ：「總是覺得像德蘇戰爭中的德國一樣。」

### 原作者的評價
《魯邦三世》的原作者MONKEY PUNCH（加藤一彦）認為「原作和動畫是不同的」，因此基本上不參與動畫製作。但他評價本作是『宮崎版《魯邦三世》的傑作』。
1996年，他表示：「至今宮崎的影響力依然很強。不論在美國還是歐洲，大多數人認識《魯邦三世》都是經由《卡里奧斯特羅城》。故事的有趣程度是一個方面，但更重要的是宮崎帶出了不同於我作品的《魯邦三世》。我的原作中帶有一些毒性，對女性有溫柔，但那樣的溫柔是沒有的，比較冷酷。相對來說，宮崎先生詮釋出了他自己的《魯邦》。」他提到了與原作的不同之處，同時也指出關於錢形警部的形象，「宮崎駿先生的詮釋是最正確的。」
2007年7月，在「魯邦三世秘密之夜（新文藝坐）」活動中，他曾說過：「我說『這不是我的魯邦』，『這是我無法描繪的、充滿溫柔的宮崎作品，非常好』。但這段話的後半部分被刪掉了，只剩下前面那句話被大肆報導（笑）。」2015年，他評論道：「看過《卡里奧斯特羅城》反而使我受到刺激了。」。

### 山田康雄的評價
擔任本作魯邦三世配音的山田康雄非常喜歡本作，他說：「這不正是魯邦三世的精髓嗎？」。
山田在分析本作時表示：「這不是日本作品中常見的『催淚』人情喜劇。相反，這更像是我喜歡的美式幽默。」他評價說：「笑點的品味非常高雅」。他還說：「這部作品真的是非常有趣。無論是開頭還是劇情展開都讓人難以置信。其構成、畫面都非常高品質，這樣的作品我從未見過。各處都充滿了笑點，讓人非常開心。即使是一些稍不注意就會錯過的細節，也都精細地描繪出來。我認為這就是魯邦的精神，非常風趣。」他還稱讚說：「宮崎先生、大塚先生，你們真是太棒了」。
配音錄製當時，宮崎曾要求山田改變以往的配音語調，而不像是山田以往為克林·伊斯威特做日語配音時那樣壓低嗓音。但是，對於已經確立自己演出角色風格的山田，最初的反應非常高傲：「魯邦就交給我吧！我不想聽什麼多餘的話，魯邦由我來決定。」然而在看完試映之後山田態度丕變，並向宮崎致歉表示：「之前是我太失禮了，真是抱歉。無論導演有什麼苛刻的要求我都會遵從，不管要重錄多少次都行。」

### 海外
在評論聚合網站爛番茄上，22位影評人的評論中有95%是正面的，平均評分為7.5/10。Metacritic上的數據顯示，該網站匯總了6篇評論，平均評分為72分（滿分100分），表明這部電影獲得了「普遍好評」。有部分粉絲堅持認為這不是一部「真正的」《魯邦三世》作品，因為宮崎駿將主角改造成了一個笨拙的英雄，而不是他原本冷酷無情的犯罪形象。
1992年7月，當精簡影像發布了該片時，賈內特·馬斯林曾評論道，她認為這部電影「應該會像《阿基拉》一樣受到各年齡段動畫迷的歡迎，前提是他們對這種形式有堅定的熱愛，並且不認為100分鐘的片長過長。」。 馬斯林還稱這部電影是「一種有趣的視覺風格和文化參考的混合體」，其中「動畫在表現流暢的身體動作時較弱，但在細節上卻非常出色」。據《奧斯汀紀事報》的馬克·薩夫洛夫稱，「《卡里奧斯特羅城》避免了如《骷髅13：專業人員》、《阿基拉》和《吸血鬼猎人D》等日本動畫電影中廣受歡迎的炫彩暴力元素，而是專注於廣泛的、幾乎是滑稽的幽默和鬧劇元素來吸引觀眾。」
在丹尼·卡瓦拉羅的《宮崎駿的動畫藝術》中，這部電影被認為獲得了「最佳動畫長片獎」。 實際上，該獎項來自1979年的每日電影競賽，電影獲得了大藤信郎獎。這項說法從未有過具體證據，但發布中的錯誤訊息使這種誤解持續了數十年。 卡瓦拉羅強調了宮崎駿風格和形式的標誌性細節在這部作品中的展現，以及它如何影響故事的描繪，並稱：「卡里奧斯特羅這個國家和場景，被描繪得非常細緻，不受建築、地理和文化的限制，可以描述為『憧憬的巴黎』，即透過東方視角看待的幻想中的歐洲。電影中使用了意想不到的獨特攝影角度和對角色個體動作的關注，這是宮崎駿風格的獨特標誌，包括開場的搶劫場景，這為理解魯邦的角色提供了性格和精神」。
對角色描繪的改變，展示了一個英雄且無私的魯邦，相對友好的次元，搞笑的五右衛門，以及一個非性感化的峰不二子，最初並未受到粉絲的歡迎。Otaku USA的蘇拉特將這種轉變比喻為「一個詹姆斯·邦德系列电影，其中詹姆士龐德住在6號汽車旅館，他的龐德車是一輛丰田凯美瑞」。
這部電影是2001年5月最暢銷的動畫DVD，也是6月第三暢銷的動畫DVD。漫畫影像發行的《卡里奧斯特羅城》的兩個版本都獲得了DVD談話收藏系列的推薦狀態，這是評論網站DVDtalk授予的最高狀態。AnimeOnDVD.com的克里斯貝弗里奇給這部電影的評分為“A+，儘管他不喜歡漫畫娛樂在英文配音中使用PG-13級別的語言。

## 得獎經歷
- 第34屆每日電影獎大藤信郎獎（1979年）
- 日本《電影旬報》雜誌創刊85周年，史上最佳十大電影票選动画类别第一名（2004年）
- 德間書店《Animage》月刊動畫大奖第一名最佳作品（1982年～1984年）、第2名（1980年下半期、1981年、1985年～1986年）
- 日本的媒体艺術头100名  动画制作部門選出（専門家選出第4名、一般選出第5名）

## 影響
《卡里奧斯特羅城》受到了電影業界多人的關注和欣賞，其中包括史蒂芬·史匹柏。幾位評論家指出，《卡里奧斯特羅城》與史蒂芬·史匹柏和喬治·盧卡斯的印第安納瓊斯系列電影，尤其是第一部《法櫃奇兵》（1981年）有許多相似之處。這些相似之處包括充滿冒險精神的故事、幽默的基調、類似的動作風格、尋寶的情節、聰明的主角（魯邦和印第安納·瓊斯）在非常困難的情況下運用智慧克服障礙、使用小工具、多位能幹的夥伴的幫助，以及在蜿蜒的山路上高速追車。這導致了這部電影可能影響了印第安納·瓊斯系列電影的謠言，這些謠言尚未得到證實。然而，《法櫃奇兵》的劇本和大部分拍攝工作在1981年初就已經完成 ，比《卡里奧斯特羅之城》首次提供英文版本的時間早了好幾年。
1983年，TMS娛樂和斯特恩電子公司希望利用當時動畫雷射光碟互动电影游戏的成功。他們發行了街機遊戲《懸崖冒險》 ，該遊戲使用了這部電影以及之前的魯邦電影《魯邦三世：魯邦VS複製人》的片段。儘管這些電影當時尚未在北美地區上映，《懸崖冒險》遊戲在1980年代的電視遊戲節目《星卡德》中亮相。這款街機遊戲也在電影《七宝奇谋》（1985年）中出現過。
角色克蕾莉絲被認為是萌系角色設計的潛在祖先範例。
《卡里奧斯特羅城》深深影響了皮克斯動畫工作室聯合創始人约翰·拉塞特，2014年10月，拉塞特在東京國際電影節上發表主題演講，描述了他第一次看到《卡里奧斯特羅城》片段時，宮崎駿對他生活和工作的影響。由約翰·馬斯克和羅恩·克萊蒙茨聯合執導的華特迪士尼動畫工作室1986年的電影《妙妙探》，在影片的高潮大笨鐘場景中向《卡里奧斯特羅城》致敬。這兩分鐘的高潮場景使用了電腦合成影像（CGI），使其成為首部大量使用電腦動畫的迪士尼電影，這一事實也被迪士尼用於影片的市場宣傳。反過來，《妙妙探》為迪士尼文藝復興時期鋪平了道路。
該工作室於2001年上映的作品《亞特蘭提斯：失落的帝國》的聯合導演葛瑞·特奧斯戴表示，亞特蘭提斯結尾的場景中水從沉沒的城市退去，直接受到了《卡里奧斯特羅之城》結尾的啟發。《辛普森家庭電影版》的一位序列導演也提到過《卡里奧斯特羅之城》的影響；影片中有一個巴特·辛普森從家中屋頂滾下的鏡頭，就是受到了魯邦在營救時從城堡屋頂跑下的場景啟發。
另一個對鐘樓戰鬥場景的致敬出現在《蝙蝠侠：动画系列》的「鐘王」一集中。在OVA《夢回綠園》中，學生們在舞台劇中重現了魯邦在鐘樓上拯救克蕾莉絲的場景。
2019年的電影《魯邦三世：THE FIRST》受到了《卡里奧斯特羅之城》的啟發。導演山崎貴認為《卡里奧斯特羅之城》中的基調是該3D電影最佳的呈現方式。山崎自1980年代在電視上看到《卡里奧斯特羅之城》以來，就深受其感動。這段經歷讓他堅信日本可以製作出高品質的電影，並影響了當前電影的方向。因此，該電影在結構上以《卡里奧斯特羅之城》為藍本，並加入了許多致敬元素。結尾的情感高潮也類似於《卡里奧斯特羅之城》的高潮。
宮崎駿與本片的介紹被收錄於曾主持Podcast節目「吉卜力圖書館」（Ghibliotheque）、撰寫《吉卜力電影完全指南》的廣播人兼作家麥可·里德（英語：Michael Leader）和製片兼作家傑克·康寧漢（英語：Jake Cunningham）所著的《日本經典動畫指南》（英語：The Ghibliotheque Anime Movie Guide: The Essential Guide to Japanese Animated Cinema），成為介紹日本動畫歷史80年期間30名位導演與30部經典動畫作品的案例，該片也對《法櫃奇兵》的製作產生影響。

### 來源
1. ↑  . AFI銀幕劇院.   [13 January 2023]. （原始内容存档于15 January 2024）.
2. ↑  巴哈姆特. . 巴哈姆特電玩資訊站.   [2024-05-19].
3. . www.zoommovie.com.   [2025-04-30] （中文（中国大陆））.
4. 1 2 3  Cavallaro, Dani. . McFarland. 2006: 36–39.
5. 1 2 3 4  . アニメージュ VOL.19 (徳間書店). 1980-01, 3 (1): 21–36.
6. 1 2 3 4 5  Surat, Daryl. . Otaku USA Magazine. 9 March 2012  [27 August 2013]. （原始内容存档于18 October 2014）.
7. ↑  Miyazaki, Hayao. . 碧日. 4 August 2009: 67. ISBN 978-1-4215-0594-7.
8. 1 2   (DVD). Altamonte Springs, Florida: Discotek Media. 1979.
9. 1 2 3  Isao Taniguchi; Hajime Asō.  [Introductory Illustrated Industry Research A book that gives a good understanding of the latest trends and karakuri in the animation industry] 2nd. Japan: 秀和システム（日语：秀和システム） (Shuwa System). June 2017: 75  [11 April 2022]. ISBN 978-4-7980-5038-6. （原始内容存档于15 January 2024） （日语）.
10. ↑  Harding, Daryl. . 《Crunchyroll News.   [8 June 2020]. （原始内容存档于10 June 2020） （美国英语）.
11. 1 2 3 4  McCarthy, Helen. . Stone Bridge Press. 1999: 50–69. ISBN 1-880656-41-8.
12. ↑  . VGMdb.net.   [15 December 2013]. （原始内容存档于15 December 2013）.
13. ↑  . VGMdb.   [15 December 2013]. （原始内容存档于15 December 2013）.
14. ↑  Romero, Anthony. . Toho Kingdom.   [15 December 2013]. （原始内容存档于21 June 2017）.
15. ↑  COCX-32227 『ルパン三世 カリオストロの城 ミュージックファイル』大野雄二インタビュー、コロムビアミュージックエンタテインメント、2003年5月21日発売。
16. ↑  . アニメージュ VOL.28 (徳間書店). 1980-10, 3 (10): 77–84.
17. ↑  「ルパンは時代にとり残された⋯」　照樹務
18. 1 2  . アニメージュ VOL.38 (徳間書店). 1981-08, 4 (8): 25–56.
19. 1 2 3  叶精二 [@seijikanoh].  (推文). 2020-11-20  [2023-05-01] –Twitter.
20. ↑  アニメージュ編集部 1983，第129 - 149頁.
21. 1 2 3  . Animatedviews.   [16 July 2013]. （原始内容存档于19 August 2013）.
22. ↑  「ルパンの花嫁が決まる!」『ジ・アニメ』1980年2月号、近代映画社（日语：近代映画社）
23. ↑  Kanō, Seiji.   [The Complete Miyazaki Hayao] Shohan. 東京都: Film Ātosha. 2006: 27. ISBN 4-8459-0687-2.
24. ↑   [The first movie version "Lupin III: Lupin vs. the Clone" is now on MX4D! Released nationwide from September 1st]. Eiga.com. 31 July 2017  [12 March 2022]. （原始内容存档于7 August 2022）.
25. ↑  . Box Office Mojo.   [19 November 2018]. （原始内容存档于20 November 2018）.
26. ↑  . Box Office Mojo.   [19 November 2018]. （原始内容存档于20 November 2018）.
27. ↑  Kanō, Seiji.   [The Complete Miyazaki Hayao] Shohan. 東京都: Film Ātosha. 2006: 28. ISBN 4-8459-0687-2.
28. ↑  . Lumiere.   [11 April 2022]. （原始内容存档于11 April 2022）.
29. ↑  . JP's Box-Office.   [11 April 2022]. （原始内容存档于11 April 2022）.
30. ↑   [Movie Information]. KOFIC. 映畵振興委員會.   [10 April 2022]. （原始内容存档于25 December 2018） （韩语）.
31. ↑  ,   [2024-05-19], （原始内容存档于2024-05-19） （英语）
32. ↑  ,   [2024-05-19] （英语）
33. 1 2  . Rotten Tomatoes.   [30 August 2023]. （原始内容存档于29 November 2017）.
34. ↑  Balcovec, Joel. . Screen Rant. 21 October 2023  [11 December 2023]. （原始内容存档于11 December 2023）.
35. ↑  Mufson, Beckett. . Vice (雜誌). 13 September 2017  [11 December 2023]. （原始内容存档于11 December 2023）.
36. ↑  . Nausica.net.   [30 June 2007]. （原始内容存档于26 October 2015）.
37. ↑  Beck, Jerry. . Chicago Review Press. October 2005. ISBN 1-55652-591-5.
38. ↑  小黒祐一郎. . WEBアニメスタイル. 2006  [2023-05-01]. （原始内容存档于2024-08-12）.
39. 1 2 3  小黒祐一郎. . WEBアニメスタイル. 2006  [2023-05-01]. （原始内容存档于2024-11-27）.
40. ↑  金澤誠. . シネマトゥデイ. 2018-01-19  [2023-05-01]. （原始内容存档于2024-12-09）.
41. ↑  . Anime News Network. 15 January 2001  [10 March 2013]. （原始内容存档于15 April 2019）.
42. ↑  . Japan's Agency for Cultural Affairs.   [8 July 2007]. （原始内容存档于3 July 2007）.
43. ↑  . Nishikata Film Review.   [21 May 2021]. （原始内容存档于21 May 2021）.
44. ↑  . CBR. 23 February 2020  [8 September 2021]. （原始内容存档于8 September 2021） （美国英语）.
45. ↑  山田宏一. . 朝日新聞夕刊 (朝日新聞社). 1980-12-12.
46. ↑  宮崎駿 1996.
47. ↑  . ふゅーじょんぷろだくと. 2003. ISBN 9784893933676.
48. ↑  植草信和 (编). . キネマ旬報社. 1998. ISBN 9784873762203.
49. ↑  . デイリースポーツ (神戸新聞社). 2019-04-17  [2023-05-01]. （原始内容存档于2023-05-03）.
50. 1 2  東宝 1979，第16–17頁
51. ↑  大塚康生 2001，第185頁.
52. ↑  . Metacritic.   [14 May 2021]. （原始内容存档于14 May 2021）.
53. ↑  . Anime News Network.   [27 August 2013]. （原始内容存档于28 August 2013）.
54. 1 2 3  賈內特·馬斯林. . 紐約時報. 3 July 1992  [10 August 2013]. （原始内容存档于29 October 2020）.
55. ↑  Savlov, Marc. . 奧斯汀紀事報. 26 June 1992  [20 August 2013]. （原始内容存档于5 January 2014）.
56. ↑  . Animations CC.   [16 July 2013]. （原始内容存档于4 March 2016）.
57. ↑  . Animerica. November 2001, 9 (10/11): 24. ISSN 1067-0831.
58. ↑  . Animerica (San Francisco, California). December 2001, 9 (12): 18. ISSN 1067-0831. OCLC 27130932.
59. ↑  Earl Cressey. . DVD Talk.   [8 July 2007]. （原始内容存档于11 October 2007）.
60. ↑  Jamie S. Rich. . DVD Talk.   [8 July 2007]. （原始内容存档于11 October 2007）.
61. ↑  Chris Beveridge. . AnimeOnDVD.   [8 July 2007]. （原始内容存档于30 September 2007）.
62. 1 2 3  Cecchini, Mike. . Den of Geek. 22 August 2017  [27 April 2020]. （原始内容存档于4 June 2020）.
63. ↑  Ornelas, Joseph. . Collider. 18 August 2023  [11 December 2023]. （原始内容存档于11 December 2023）.
64. 1 2 3  Worthington, Clint. . The Spool. 5 May 2019  [27 April 2020]. （原始内容存档于29 October 2020）.
65. 1 2  Anderson, Kyle. . Nerdist (Nerdist Industries). 7 August 2014  [27 April 2020]. （原始内容存档于4 June 2020）.
66. ↑  . Lucasfilm. 23 June 2020  [23 July 2020]. （原始内容存档于23 July 2020）.
67. ↑  . The Cutting Room Floor. 21 November 2021  [26 February 2022]. （原始内容存档于26 February 2022）.
68. ↑  Richmond, Simon. . Penguin Books. 2009: 72.
69. ↑  Collins, Hannah. . Comic Book Resources. 22 December 2019  [13 January 2024]. （原始内容存档于15 January 2024）.
70. ↑  Brzeski, Patrick. . The Hollywood Reporter. 24 October 2014  [10 November 2014]. （原始内容存档于9 May 2017）.
71. ↑  Korkis, Jim. . Mouse Planet. 2 March 2011  [22 June 2016]. （原始内容存档于29 October 2020）.
72. ↑  Motamayor, Rafael. . /Film. 2 April 2020  [5 April 2020]. （原始内容存档于4 April 2020）.
73. ↑  Zion, Lee. . Anime News Network. 15 May 2001  [30 January 2008]. （原始内容存档于9 July 2014）.
74. ↑  大衛·西佛曼.  (DVD, director's commentary). 20th Century Studios Home Entertainment. 18 December 2007.
75. ↑   [Director Takashi Yamazaki of "Lupin III THE FIRST" respects Hayao Miyazaki from the bottom of his heart]. MOVIE WALKER PRESS. 18 December 2019  [5 August 2020]. （原始内容存档于31 August 2020） （日语）.
76. ↑  Hadfield, James. . The Japan Times. 12 December 2019  [2 October 2020]. （原始内容存档于28 November 2020） （美国英语）.
77. ↑  . slashfilm.com. 16 October 2020  [24 October 2020]. （原始内容存档于2 January 2021） （美国英语）.
78. ↑  Patches, Matt. . Polygon. 21 October 2020  [24 October 2020]. （原始内容存档于28 January 2021）.
79. ↑  Michael Leader, Jake Cunningham. . 博客來. 2023-08-02  [2023-08-10]. （原始内容存档于2023-08-11） （中文（臺灣））.

## 外部連結
- 魯邦三世卡里奧斯特羅之城 - 日本电影数据库
- 魯邦三世卡里奧斯特羅之城 - allcinema
- 魯邦三世卡里奧斯特羅之城 - KINENOTE
- AllMovie上《魯邦三世卡里奧斯特羅之城》的资料（英文）
- 互联网电影数据库（IMDb）上《魯邦三世卡里奧斯特羅之城》的资料（英文）
- 爛番茄上《魯邦三世 卡里奧斯特羅之城》的資料（英文）
- YouTube上的魯邦三世卡里奧斯特羅之城 デジタルリマスター版　予告編
- YouTube上的【本編プレビュー】魯邦三世卡里奧斯特羅之城
- 魯邦三世卡里奧斯特羅之城 ［4D版］ （页面存档备份，存于）